# Etna Green
Etna Green är en kommun (town) i Kosciusko County i Indiana. Vid 2010 års folkräkning hade Etna Green 586 invånare.